# Albert Paulitz

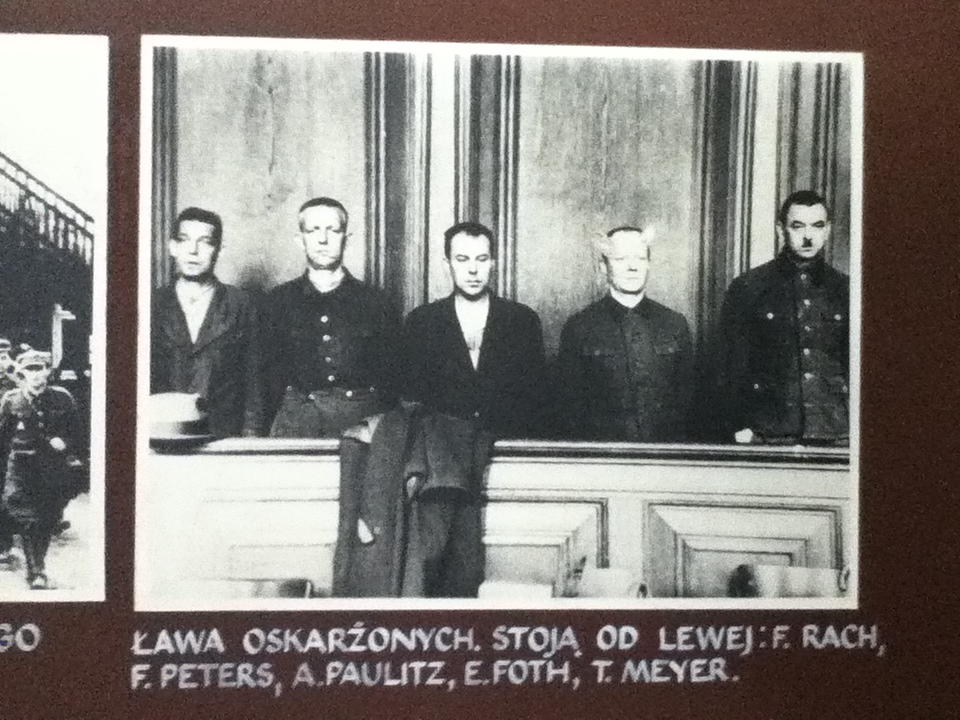
Von rechts: Theodor Traugott Meyer, Ewald Foth, Albert Paulitz während des 2. Stutthof-Prozesses

Todesurteil gegen Albert Paulitz u. a.

Albert Paulitz (* 31. März 1909 in Neuteich; † 22. Oktober 1948 in Gdańsk) war ein SS-Oberscharführer und im Konzentrationslager Stutthof bei Danzig als Kommandoführer tätig.

## Leben
Albert Paulitz war der Sohn des Maurers Albert Paulitz und dessen Ehefrau Elisabeth Paulitz, geborene Stopschinski. Er hatte zwei Schwestern und zwei Brüder. Paulitz machte zunächst sein Abitur und war dann als Verwaltungsassistent, später als Verwaltungsinspektor der SS-Polizeireserve tätig. Er war mit Erna Paulitz, geb. Bröker verheiratet. Seine Wehrnummer lautete Danzig 09/V/33/2. Albert Paulitz trat zum 1. Mai 1933 in die NSDAP ein (Mitgliedsnummer 2.855.366), am 17. April 1933 wurde er Mitglied der SS.
Er war SS-Oberscharführer und ab 1940 im Konzentrationslager Stutthof bei Danzig als Kommandoführer tätig. Paulitz wurde während des zweiten der Stutthof-Prozesse in Danzig zum Tode verurteilt und am 22. Oktober 1948 gehängt.